# Драко, Константин Евстафьевич
Константи́н Евста́фьевич Драко (? — 4 (16) марта 1836) — капитан 1-го ранга российского флота, управляющий Ширшеминскими заводами.

## Биография
В августе 1785 года поступил кадетом в Греческий морской корпус, с июня 1790 года — гардемарин.
Принимал участие в Русско-турецкой войне 1787—1791 года. В 1790 году на корабле «Преображение Господне» участвовал в сражениях с турецким флотом у Керчи и мыса Тендра. В 1792 году произведён в мичманы. С 1791 по 1800 год ежегодно выходил в плавания в Чёрное море. В 1799 году получил звание лейтенанта флота. С 1800 года служил на Балтийском флоте. В 1804—1805 годах командовал галетом «Утка», в 1806 году — транспортом «Каролина», а в 1807 году — «Фортуна», плавал между Кронштадтом, Ревелем и Роченсальмом. В 1808—1812 годах командовал мелкими судами на брандвахте Архангельска. С 1810 года капитан-лейтенант флота.
Участвовал в войне с Францией 1812—1814 годов, в ходе которой на корабле «Святой Георгий Победоносец» выходил в крейсерское плавание в составе эскадры адмирала Е. Е. Тета к берегам Англии и Франции. В 1815—1822 годах служил при порте Кронштадта. 12 (24) декабря 1817 года за выслугу 25 лет в офицерских чинах награждён орденом Святого Георгия 4-го класса.
В феврале 1820 года произведён в капитаны 2-го ранга. В 1822 году командирован в Казань, где до 1823 года с отрядами мелких судов выходил в плавания по Волге. В 1824—1826 годах вновь служил при Кронштадтском порте. 30 августа (11 сентября) 1824 года произведён в чин капитана 1-го ранга. С 1828 года командовал ластовым экипажем Балтийского флота. 
В 1833 году назначен на должность управляющего Ширшеминскими заводами. Умер 4 (16) марта 1836 года.

## Награды
За время службы Константин Евстафьевич Драко был награждён:
- орден Святого Георгия 4-го класса[7];
- орден Святого Владимира 4-го класса[7].